# La Noche (banda)
«La Noche» es una agrupación musical chilena de estilo tropical, que recibió influencias de la cumbia santafesina de Argentina. Está formado por: Alexis "Alexítico" Morales, Gabriel “Gaabichi” Morales, Cristian “El Ciego” Berrios, Sergio “El Tabi” Morales, Claudio “Chanchito” Pincheira, Juan Castro, Domingo “Elteclanegra” Anticoi y Diego “Otuiti” Silva.[cita requerida]

## Historia

### Inicios y receso musical (2000-2004)
El grupo se conformó en el año 2000, siendo vocalista Paulo César, mientras que la composición y arreglos musicales estaban a cargo de Alexis "Alexitico" Morales, músicos oriundos de Catemu, Región de Valparaíso. Ese año lanzarían a la venta su primer disco, Pasión caliente, que logró relativo éxito con canciones como "Linda Mañana", "Conmigo fuiste mujer" y "Pechos Calientes". Posteriormente lanzaron su segundo álbum titulado Te lo dice..., en 2003 con éxitos como "La mujer de mi vida", "En un pequeño motel" y "Me enamore de una cualquiera"
En 2003 la banda toma nuevos rumbos, con el viaje que Morales realiza a Buenos Aires, donde conoce las nuevas tendencias tropicales de la Argentina, además de ser músico en el grupo "Garras de Amor" y la llegada de un nuevo vocalista a la banda, Leo Rey, tras la salida de Paulo César, quien comenzó una carrera solista. Luego de ello, pasarían cuatro años sin que La Noche tuviese producción creativa, hasta 2004.

### Amor entre sábanasy fama nacional (2006-2010)

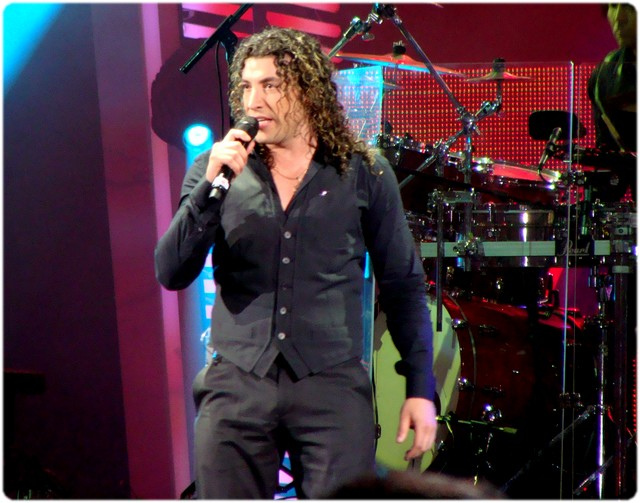
Leo Rey como vocalista de la banda en el Festival de Viña del Mar 2010.

En 2006 La Noche estrena el disco Amor entre sábanas, del que se desprenden hits radiales como "Que nadie se entere" y "Es el amor", y que dos años más tarde llevarían al grupo a ser un golpe comercial en la industria chilena. En 2008 lanzan el álbum En tu cuarto, que obtuvo doble disco de platino. Su popularidad se confirma en los espectáculos realizados en la Teletón 2008, donde participan tanto en la gira previa como en el espectáculo de clausura, y en la XL versión del Festival del Huaso de Olmué.
El 23 de febrero de 2009 se presentaron por primera vez en el Festival Internacional de la Canción de Viña del Mar, recibiendo todos los galardones otorgados por el público: antorcha de plata, antorcha de oro y gaviota de plata. La banda tuvo, a mediados de 2009, su propia telerrealidad, titulada La Noche: El Reality, transmitida por MEGA y conducida por la cantante Patricia Maldonado. En el espacio se mostraba a los integrantes viviendo en el tercer piso del canal, donde anteriormente se realizaron programas como Operación triunfo y Mekano: La Akademia.
En diciembre de 2009 la banda viajó a Suecia, donde grabó con DJ Méndez dos sencillos, "Ay ay ay" para el disco 210 (2009) de Méndez, y "Dame tu swing", para el nuevo disco de La Noche.

### Salida de Leo Rey y nuevos vocalistas (2010-2011)
A fines de 2009, Leo Rey estuvo a punto de salir de la banda para concretar proyectos solistas, pero decidió mantenerse en el grupo. Sin embargo, luego que la banda se presentara en el Festival de Viña de Mar, certamen que tuvo como principal figura al cantante tropical Américo —y principal competidor de La Noche—, Leo Rey decidió marginarse del grupo, por problemas con el mánager de la banda, cuestión que comunicó a sus compañeros el 29 de marzo por correo electrónico.
El grupo comenzó a buscar un nuevo vocalista, mediante un casting abierto en el programa de Canal 13, Viva la mañana.  El ganador de dicho concurso fue Yoan Amor (cuyo nombre real es Juan Briones Glasinovic), cantante chileno radicado en Suecia, quien fue nombrado vocalista de la banda el 16 de abril de 2010. Con esta nueva voz, el grupo grabó el disco "Sígueme" donde incluye éxitos como "Si me dices adiós" y "Dame un besito". Yoan Amor estuvo al frente de La Noche hasta mayo de 2011, cuando decide dejar la banda para volver a Suecia por motivos personales. En su reemplazo fue nombrado Rene Brizuela, más conocido como "Valentino", quien ya estaba en la banda como corista y además salió segundo en el casting. También se integró en la voz Jonathan Hurtado "JC" quienes grabaron el sencillo "Donde hubo fuego";  Amor con los años ha revelado que iba a ser el vocalista del grupo por elección interna, debido a que dejó buenas impresiones durante la grabación de la colaboración del grupo con DJ Méndez "Ay Ay Ay" (Amor trabajaba con Méndez), pero la firma del contrato con Canal 13 freno las intenciones e hizo que tuviera que competir en el casting para ganar el puesto de vocalista.

### Regreso de Leo Rey y gira internacional (2011-2013)
A fines de septiembre de 2011, el grupo anunció el regreso de Leo Rey a La Noche, después de más de un año de carrera en solitario. La reunión se oficializó el 6 de octubre en el programa Secreto a voces de MEGA. Además, en el año 2012, realizaron una gira internacional.

### Nueva separación y liderazgo de Alexitico (2013-2016)
Sin embargo, dos años más tarde "Alexitico" empezaría a probar suerte como cantautor lo que provocó la molestia de Leo Rey y la mayoría del resto de la banda, además nuevamente resurgieron los conflictos de interés luego de que el cantante reclamara a la luz pública sobre derechos en las canciones en las que colaboró con Alexis Morales (Alexítico). Este último lanzó su carrera en solitario primero paralelo al grupo La Noche, pero Leo Rey decide separarse nuevamente del grupo, esta vez con la mayoría de los músicos antiguos con los que el grupo se consagró en el éxito.
En el año 2013 see anunció la llegada de un nuevo vocalista al grupo, a través de las redes sociales, lo cual se concretó en mayo con la llegada de Gino Valerio, cantante de 27 años oriundo de Peñalolén, con el que lanzaron el sencillo "Sal y Tequila", marcando el regreso de la agrupación.
Con Gino Valerio en la voz lanzan su séptimo disco de estudio llamado "#Habitación106", con buena aceptación entre sus seguidores.
Sin embargo, en julio de 2015, el vocalista Gino Valerio comunica a través de Facebook su desvinculación de la banda ya que el grupo cambia su estructura de trabajo tras la llegada de nuevos cantantes para potenciar el grupo. Juan Pablo Veliz y el regreso de Valentino quienes serían las nuevas voces del grupo quienes debutaron el 11 de julio de 2015 en La Gran Noche de la Corazón en el Movistar Arena, concretándose así el séptimo cambio de vocalista en cinco años.
La inestabilidad del grupo quedó manifiesta con la salida de Brizuela.  A finales de noviembre de 2016, su vocalista Juan Pablo Véliz anunció a través de Facebook su salida de la agrupación, concretando el octavo cambio de vocalista desde la salida de Leo Rey a comienzos de 2010.

### La Nueva Generación (2016-)
Con la salida de Juan Pablo Veliz, la banda suma a sus filas la voz de Brahiron Chávez alias "El Príncipe", destacado vocalista nortino, el cual llega junto a nuevos músicos y forman la denominada "Nueva Generación", lanzando un nuevo sencillo llamado "OE OE OE" el cual obtuvo un inmediato éxito, otorgándole una nueva identidad al grupo de la mano del líder y compositor de la banda "Alexitico". Durante los años 2018-2019 se lanzaron diversos sencillos en los cuales destacan "No te vayas", " Como no te voy amar", "A lo oscurito", "Me enamoras" y "Amigos Intimos"; este fue el último sencillo que lanzaría la banda junto a Brahiron Chávez, el cual abandona el año 2019 la banda para dar comienzo a su carrera como solista.  Luego de la salida de Brahiron, asume como vocalista desde esa fecha "Gabriel Morales" alias "El Gabo o Gabrielitico", lanzando un nuevo sencillo llamado "El Divorcio" el cual tuvo gran aceptación del público incluso participando de la "Cumbre de la cumbia Online" y del show virtual "Tu Butaca" de TVN. También han lanzado diversos sencillos: "Fallaste BB", "Vive Cada Momento" (Feat Garras de Amor) y "Corazon de Carton". Actualmente se encuentran trabajando en un nuevo disco, el cual incluiria nuevas canciones como "El Delicioso", "Boom Boom", "Nada de Nada", "Brindo por ti", "Esa Chica", " A la luz de la luna", "En el lugar que tu estés"  y reversiones de éxitos como "Prefiero ser soltero".

## Miembros

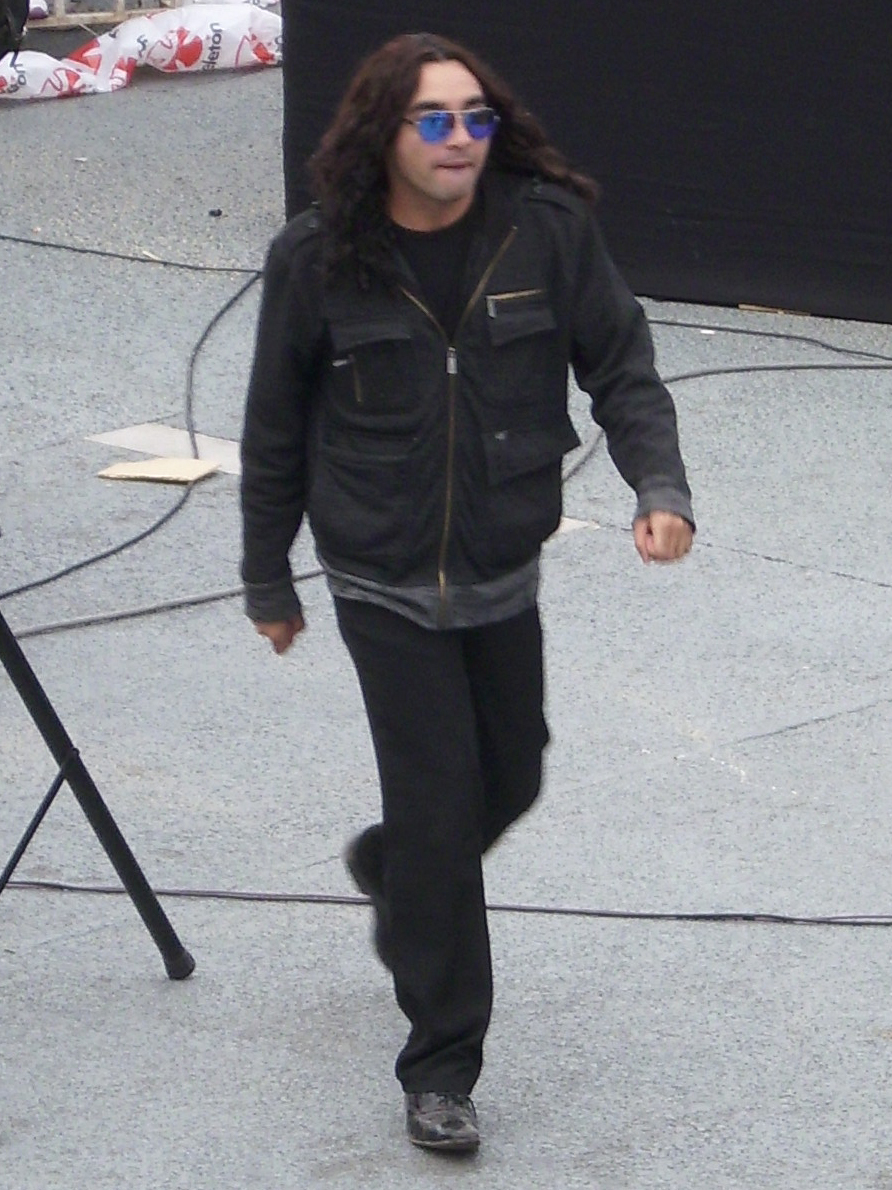
Alexítico en diciembre de 2011.

- Alexis "Alexitico" Morales
- Gabriel Morales
- Cristián Berrios

- Sergio Morales

## Discografía
| Álbumes De estudio - 2000: Pasión caliente - 2003: Te lo dice - 2006: Amor entre sábanas - 2008: En tu cuarto - 2009: La Noche Buena - 2010: Sígueme - 2014: Habitación 106 - 2023: Motel Mil Estrellas | Álbumes en vivo - 2007: En Vivo - 2009: En Vivo (Viña 2009) - 2012: El Reencuentro | DVD - 2006: En Vivo - 2009: La Noche Karaoke - 2009: En Vivo (Viña 2009) - 2012: La Noche Karaoke - 2014: Habitación 106 - 2017: La Noche "La Nueva Generacion" En Vivo |

### Sencillos
| Año                      | Canción                  | Máxima posición     | Álbum               |
| Año                      | Canción                  | CHI                 | Álbum               |
| Sencillos oficiales      | Sencillos oficiales      | Sencillos oficiales | Sencillos oficiales |
| ------------------------ | ------------------------ | ------------------- | ------------------- |
| 2008                     | "Que nadie se entere"    | 1                   | Amor entre sábanas  |
| 2008                     | "Es el amor"             | 9                   | Amor entre sábanas  |
| 2008                     | "Quiero ser libre"       | 23                  | En tu cuarto        |
| 2009                     | "Rico y suave"           | 14                  | En tu cuarto        |
| 2009                     | "Mal amor"               | 25                  | En tu cuarto        |
| 2009                     | "Feliz Navidad"          | —                   | La Noche Buena      |
| 2010                     | "Dame tu swing"          | 30                  | Sígueme             |
| 2010                     | "Si me dices adiós"      | 23                  | Sígueme             |
| 2010                     | Dame un besito           |                     | Sígueme             |
| 2014                     | "Sal y tequila"          | -                   | Habitación 106      |
| 2014                     | "Sube el calor"          | -                   | Habitación 106      |
| 2014                     | "Ella"                   |                     | Habitación 106      |
| 2016                     | "Oe Oe Oe"               |                     | Mi Placer Culpable  |
| 2017                     | "No te vayas"            |                     | Mi Placer Culpable  |
| Otras canciones listadas |                          |                     |                     |
| 2008                     | "Lástima"                | 66                  | Amor entre sábanas  |
| 2009                     | "La última vez"          | 90                  | En tu cuarto        |
| 2009                     | "Mentiroso"              | 100                 | En tu cuarto        |
| 2009                     | "Se apagó la luz"        | 96                  | En tu cuarto        |
| 2009                     | "Esta noche por 3 horas" | 68                  | En tu cuarto        |
| 2009                     | "Pechos calientes"       | 84                  | La Noche: En vivo   |
| 2009                     | "Blanca Navidad"         | 82                  | La Noche Buena      |
| 2009                     | "El burrito sabanero"    | 98                  | La Noche Buena      |
| 2010                     | "Xururu"                 | 74                  | Sígueme             |
| 2020                     | "El Divorcio"            |                     | ???                 |

### Colaboraciones
| Año  | Canción                    | Máxima posición | Álbum |
| Año  | Canción                    | CHI             | Álbum |
| ---- | -------------------------- | --------------- | ----- |
| 2010 | "Ay ay ay" (con DJ Méndez) | 17              | 210   |